# Jordi Murphy
Jordi Murphy (nacido en Barcelona el 22 de abril de 1991) es un jugador de rugby irlandés, que juega de flanker o núm. 8 para la selección de la isla de Irlanda y para el equipo de Ulster en el Pro14.

## Primeros años
Murphy nació en Barcelona, hijo de padres irlandeses, Conor Murphy y Nicola Carroll. Fue bautizado con el nombre del santo patrón de Cataluña, Jordi. Una decisión que se vio influida por las enfermeras de guardia la noche de su nacimiento pues al otro día era el día de San Jorge. Murphy marchó a vivir a Dublín a los nueve años de edad, donde acudió a la escuela primaria de Willow Park.

## Carrera
Su debut con la selección de Irlanda se produjo en un partido contra Inglaterra en Twickenham el 22 de febrero de 2014.
Seleccionado para la Copa del Mundo de Rugby de 2015, en el partido de cuartos de final, una derrota 43-20 frente a Argentina en el Millennium Stadium de Cardiff, Jordi Murphy anotó uno de los dos ensayos de su equipo.

## Palmarés y distinciones notables
- Campeón del Pro 12 Rugby de 2012–13 y 2013-14
- Campeón del Torneo de las Seis Naciones de 2014, 2015 y 2018.[4]
- Campeón de la European Rugby Champions Cup de 2011–12 y 2017-18[5]